# Del aire al aire
"Del aire al aire" es una canción del grupo chileno Los Jaivas, editada en su disco Alturas de Machu Picchu (1981). Su título pertenece originalmente al Canto I del poema "Alturas de Machu Picchu", perteneciente a la obra Canto General (1951) de Pablo Neruda: "Del aire al aire, como una red vacía...".
La pieza fue creada por Alberto Ledo, quien integraba el grupo desde 1975 y estaba a cargo del charango, las quenas y otros instrumentos. Antes de dejar la agrupación, Ledo grabó "Del aire al aire", una composición en la que resuena una melodía de zampoña con un efecto de repetición o delay que le brinda cierto efecto de espacialidad "cósmica", acompañado por un bombo legüero, algunas oce y unos trinos de fondo, grabación extraída del jardín de la casona donde Los Jaivas vivieron en comunidad en Les Glycines, en París.